# 顶峰虎耳草
顶峰虎耳草（学名：Saxifraga cacuminum）为虎耳草科虎耳草属下的一个种。

## 扩展阅读
- 維基物種上的相關：顶峰虎耳草